# Uwe Zeise
Uwe Zeise (* 8. September 1939; † 16. März 2017 in Windhoek, Namibia) war ein deutscher Diplomat. Er war Botschafter der DDR in Simbabwe.

## Leben
Nach dem Abitur wurde er Angehöriger der Transportpolizei, dann Mitarbeiter beim Rat des Kreises Großenhain. Gleichzeitig absolvierte er von 1964 bis 1970 ein Fernstudium an der Hochschule für Ökonomie HfÖ in Berlin-Karlshorst mit Abschluss als Diplom-Ökonom. Von 1970 bis 1972 und 1983 bis 1984 studierte er Außenpolitik und Außenwirtschaft an der Deutschen Akademie für Staats- und Rechtswissenschaften in Potsdam-Babelsberg. 1987 bis 1988 besuchte er die Parteihochschule der SED.
1972 bis 1976 war er zunächst als Mitarbeiter des Außenhandelsunternehmens Intercoop in Tansania tätig, dann wurde er durch das Ministerium für Auswärtige Angelegenheiten der DDR (MfAA) übernommen und setzte die Arbeit in Tansania als Dritter Sekretär an der Botschaft in Dar-es-Salaam fort. 1976 bis 1979 war er Mitarbeiter der Abteilung Ost- und Zentralafrika (OZA) im MfAA. 1979 bis 1982 war er Zweiter Sekretär und Stellvertreter des Botschafters in Sambia. In den Jahren 1983 bis 1987 arbeitete er als Sektorleiter Südliches Afrika in der Abteilung OZA. Von 1988 bis 1990 war er Botschafter der DDR in Simbabwe. Nach 1990 emigrierte er nach Namibia.